# Madulain
Madulain (německy a do roku 1943 oficiálně Madulein) je obec ve švýcarském kantonu Graubünden, okresu Maloja. Nachází se v údolí Engadin, asi 12 kilometrů severovýchodně od Svatého Mořice v nadmořské výšce 1697 metrů. Žije zde 210 obyvatel.

## Geografie

Madulain (1954)

Madulain se nachází mezi sousedními obcemi La Punt Chamues-ch a Zuoz asi 10 km od Svatého Mořice na břehu řeky Inn v oblasti zvané La Plaiv. S pouhými přibližně 200 obyvateli je nejmenší samostatnou obcí v horním Engadinu. Madulain je považován za jednu z vesnic s nejzachovalejším centrem a urbanismem v horním Engadinu a oficiálně patří mezi nejkrásnější vesnice Švýcarska. Madulain se vyznačuje nedotčenou přírodou a nad vesnicí se tyčí zřícenina hradu Guardaval.
K obci náleží také exkláva Val Prünella, jež tvoří přibližně polovinu rozlohy obce. Alp Prünella se nachází na dolním konci údolí Val Prünella, asi 10 km jižně od obce Madulain. Do údolí se lze dostat přes La Punt Chamues-ch a krajinářsky zajímavé údolí Val Chamüra. Tato oblast je cílem pěších turistů a cyklistů, kteří se mohou vydat po náročných stezkách směrem k údolí Val da Fain a průsmyku Bernina.

## Historie
Obec je poprvé zmiňována na listině z let 1137/39 jako Madulene.
Na strmé skále nad obcí se tyčí zřícenina tvrze Guardaval, kterou nechal v roce 1251 postavit Volkard von Neuburg z Churu a která byla v roce 1377 lénem rodu Planta. Pevnost nebyla nikdy trvale obydlena a v 15. století byla opuštěna. V roce 1543 se Madulain politicky oddělil od Zuozu a stal se samostatnou obcí. První zmínka o kostele v Madulainu pochází z roku 1370. Pozdně gotický vesnický kostel byl postaven kolem roku 1510 a reformace zde byla zavedena v roce 1554. Na hranici se sousední obcí Zuoz stojí kaple S. Batrumieu. V roce 1906 byla postavena elektrárna a od roku 1970 zde vyrostlo mnoho dalších domů.

## Obyvatelstvo

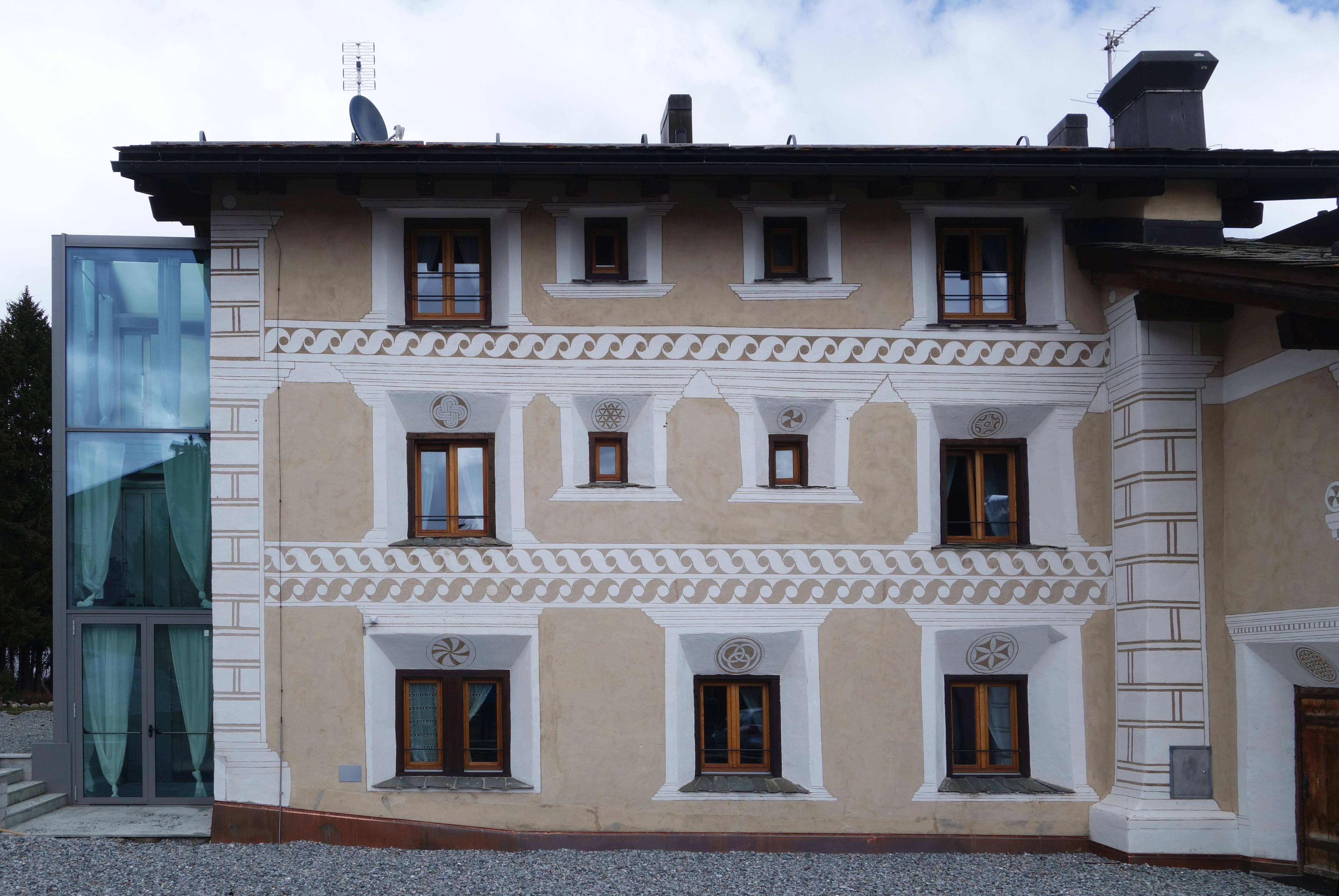
Tradiční architektura v obci

| Rok            | 1806 | 1850 | 1900 | 1950 | 1980 | 2000 | 2005 | 2010 | 2012 | 2014 | 2019 |
| Počet obyvatel | 93   | 63   | 54   | 77   | 94   | 180  | 116  | 194  | 234  | 232  | 207  |

### Jazyky
V Madulainu se menšinově mluví nářečím putér, hornoengadinským dialektem rétorománštiny. Až do první poloviny 19. století to byl hovorový jazyk všech obyvatel. Na rozdíl od jiných obcí v Engadinu, kde rétorománština převládá do současnosti (např. S-chanf), k jazykovým změnám na němčinu zde došlo již ve vzdálenější minulosti. Například v roce 1880 uvedlo rétorománštinu jako svůj mateřský jazyk pouze 69 % obyvatel Madulainu. Do roku 1900 tento podíl klesl na 55 %. Roku 1910 byl podíl těchto jazyků již převrácen: 36 % mluvčích rétorománštiny a 47 % mluvčích němčiny. V meziválečném období se sice jazyková většina opět změnila (50 % mluvčích rétorománštiny v roce 1941), avšak po roce 1970 došlo ke změně převládajícího jazyka znovu na němčinu. Přestože v roce 1990 se ještě 50,8 % obyvatel dorozumělo rétorománsky a v roce 2000 43 %, dnes se v obci mluví převážně německy. Nezanedbatelná menšina (okolo 10 %) také stále mluví primárně italsky.
Následující tabulka ukazuje vývoj v posledních desetiletích:
| Jazyky v Madulainu |                   |                   |                   |                   |                   |                   |
| Jazyk              | Sčítání lidu 1980 | Sčítání lidu 1980 | Sčítání lidu 1990 | Sčítání lidu 1990 | Sčítání lidu 2000 | Sčítání lidu 2000 |
| Jazyk              | Počet             | Podíl             | Počet             | Podíl             | Počet             | Podíl             |
| Němčina            | 42                | 44,68 %           | 48                | 40,00 %           | 97                | 53,89 %           |
| Rétorománština     | 35                | 37,23 %           | 33                | 27,50 %           | 40                | 22,22 %           |
| Italština          | 15                | 15,96 %           | 28                | 23,33 %           | 31                | 17,22 %           |
| Počet obyvatel     | 94                | 100 %             | 120               | 100 %             | 180               | 100 %             |

## Doprava

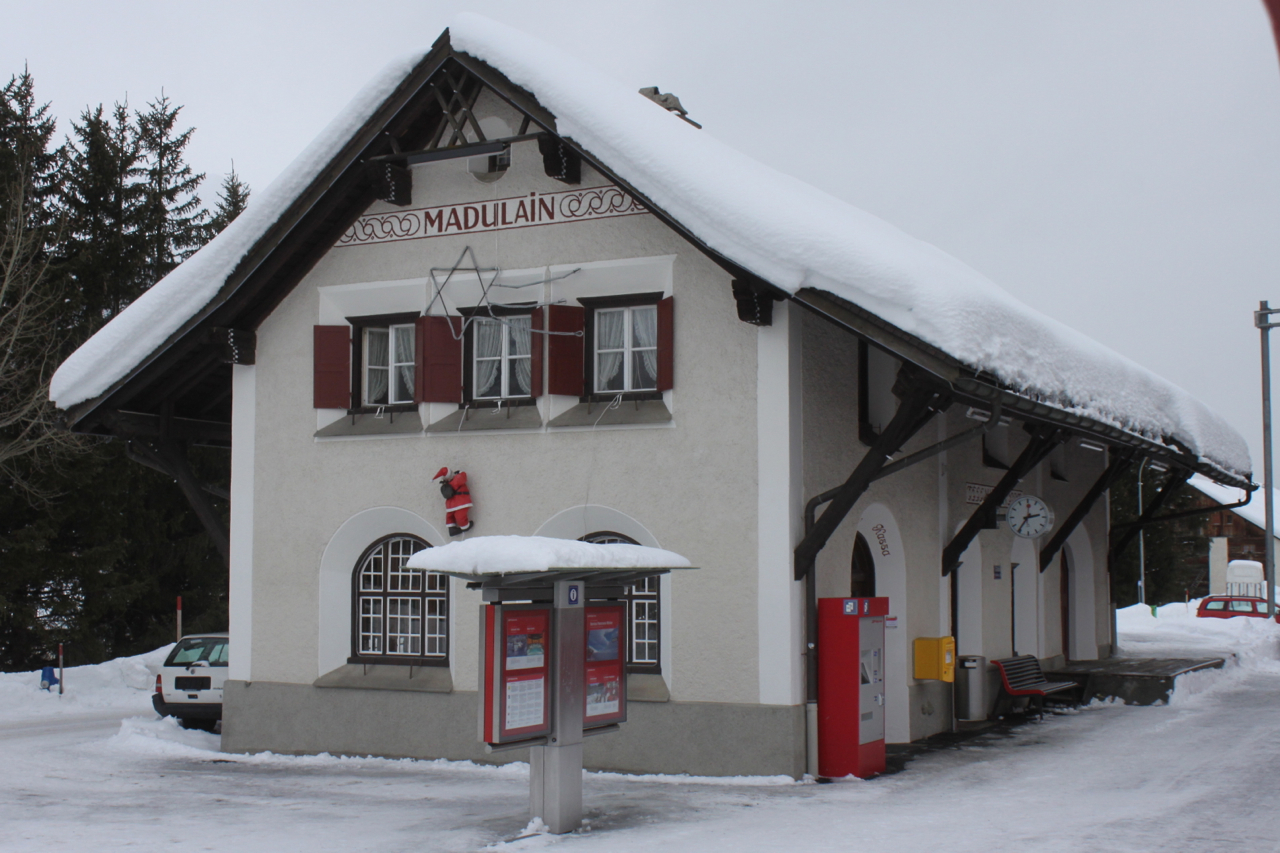
Železniční stanice Madulain

Madulain leží na železniční trati Bever – Scuol-Tarasp, vedoucí údolím Engadin. Trať provozuje Rhétská dráha.
Silniční spojení je zajištěno kantonální silnicí č. 27 (Svatý Mořic – Scuol).